# 三裂瓣狸藻
三裂瓣狸藻（學名：Utricularia triloba）為狸藻屬一年生小型陸生食虫植物。其种加词“triloba”来源于拉丁文“tri-”和“lobus”，意为“三”和“裂片”，指其具三个裂片的花冠下唇。三裂瓣狸藻分布于中美洲與南美洲，存在于阿根廷、貝里斯、玻利維亞、巴西、哥倫比亞、法屬蓋亞那、蓋亞那、巴拉圭、秘魯、蘇利南及委內瑞拉。

## 外部連結
- 食虫植物照片搜寻引擎中三裂瓣狸藻的照片（页面存档备份，存于）

 维基共享资源上的相關多媒體資源：三裂瓣狸藻
 維基物種上的相關：三裂瓣狸藻